# Sainte-Lizaigne
Sainte-Lizaigne är en kommun i departementet Indre i regionen Centre-Val de Loire i de centrala delarna av Frankrike. Kommunen ligger i kantonen Issoudun-Nord som tillhör arrondissementet Issoudun. År 2022 hade Sainte-Lizaigne 1 109 invånare.

## Befolkningsutveckling
Antalet invånare i kommunen Sainte-Lizaigne
Referens:INSEE